# (11709) Eudoxos
(11709) Eudoxos es un asteroide perteneciente al cinturón de asteroides descubierto por Paul G. Comba el 27 de abril de 1998 desde el Observatorio de Prescott, Estados Unidos.

## Designación y nombre
Eudoxos se designó inicialmente como 1998 HF20.
Posteriormente, en 1999, fue nombrado en honor del matemático griego del siglo IV a. C. Eudoxo de Cnido.

## Características orbitales
Eudoxos orbita a una distancia media de 2,603 ua del Sol, pudiendo acercarse hasta 2,319 ua y alejarse hasta 2,888 ua. Tiene una excentricidad de 0,1093 y una inclinación orbital de 2,761 grados. Emplea en completar una órbita alrededor del Sol 1534 días. El movimiento de Eudoxos sobre el fondo estelar es de 0,2347 grados por día.

## Características físicas
La magnitud absoluta de Eudoxos es 14,7 y el periodo de rotación de 2,64 horas.